# Arquidiocese de Botucatu
A Arquidiocese de Botucatu (Archidiœcesis Botucatuensis) é uma circunscrição eclesiástica da Igreja Católica no Brasil. É a Sé Metropolitana da Província Eclesiástica de Botucatu. Pertence ao Conselho Episcopal Regional Sul I da Conferência Nacional dos Bispos do Brasil. A sé arquiepiscopal está na Catedral Basílica de Sant'Ana, no município de Botucatu, no estado de São Paulo.

## Histórico
A diocese foi ereta pelo papa Pio X, em 7 de junho de 1908, por meio da bula  Dioecesium nimiam amplitudinem, a partir de território desmembrado da então Diocese de São Paulo. Em 19 de abril de 1958, o papa Pio XII, por meio da bula Sacrorum anti-stitum, elevou a diocese à categoria de arquidiocese e sé metropolitana.

## Demografia, regiões pastorais e paróquias
Em 2004, a arquidiocese contava com uma população aproximada de 535.308 habitantes, com 84,8% de católicos.
O território da diocese é de 9.220 km², organizado em 47 paróquias (Sendo as duas últimas criadas: Santo Expedito (Avaré) e Sant'Ana e São Joaquim (Lençóis Paulista)
A arquidiocese abrange vinte municípios e seus Distritos em São Paulo: Águas de Santa Bárbara, Arandu, Areiópolis, Anhembi, Avaré, Botucatu, Bofete, Borebi, Conchas, Cerqueira César, Iaras, Igaraçu do Tietê, Itatinga,  Laranjal Paulista, Lençóis Paulista, Macatuba, Ourinhos, Pardinho, Pereiras e Pratânia.

### Regiões pastorais
- Região Pastoral de Botucatu: Botucatu, Pardinho, Itatinga e Rubião Júnior.
- Região Pastoral de Avaré: Avaré, Águas de Santa Bárbara, Arandu, Cerqueira César e Iaras.
- Região Pastoral de Laranjal Paulista: Anhembi, Bofete, Conchas, Laranjal Paulista, Piramboia, Maristela e Pereiras.
- Região Pastoral de Lençóis Paulista: Aparecida de São Manuel, Areiópolis, Borebi, Igaraçu do Tietê, Macatuba, São Manuel, Lençóis Paulista e Pratânia.

### Santuários arquidiocesanos
- Santuário Nossa Senhora de Lourdes (Botucatu) Festa 11 de fevereiro
- Santuário Senhor Bom Jesus (Conchas) Festa 6 de agosto
- Santuário Nossa Senhora das Dores (Avaré) Festa 15 de setembro
- Santuário de São Judas Tadeu (Avaré) Festa 28 de outubro
- Santuário Nossa Senhora da Assunção Aparecida (Aparecida de São Manuel) Festa 15 de agosto
- Santuário Nossa Senhora da Piedade (Lençóis Paulista) Festa 15 de setembro
- Santuário Santa Teresinha (Cerqueira César) Festa 1 de outubro
- Santuário Nossa Senhora dos Remédios (Anhembi) Festa em Pentecostes
- Santuário Santa Teresinha (São Manuel) Festa 1 de outubro

## Bispos e arcebispos
|                | Nome                                | Período    | Notas                               |
| Arcebispos     | Arcebispos                          | Arcebispos | Arcebispos                          |
| -------------- | ----------------------------------- | ---------- | ----------------------------------- |
| 5.º            | Maurício Grotto de Camargo          | 2009–atual | Arcebispo Arquidiocesano            |
| 4.º            | Aloysio José Leal Penna, S.J.       | 2000–2009  | Faleceu em 19 de junho de 2012      |
| 3.º            | Antônio Maria Mucciolo              | 1989–2000  | Faleceu em 29 de setembro de 2012   |
| 2.º            | Vicente Ângelo José Marchetti Zioni | 1968–1989  | Faleceu em 15 de agosto de 2007     |
| 1.º            | Henrique Golland Trindade, O.F.M.   | 1958–1968  |                                     |
| Bispos         |                                     |            |                                     |
| 4.º            | Henrique Golland Trindade, O.F.M.   | 1948–1958  |                                     |
| 3.º            | Luís Maria de Sant'Ana, O.F.M.Cap.  | 1938–1946  |                                     |
| 2.º            | Carlos Duarte Costa                 | 1924–1937  | Renunciou e em 1945 foi excomungado |
| 1.º            | Lúcio Antunes de Sousa              | 1908–1923  |                                     |
| Bispo auxiliar |                                     |            |                                     |
|                | Silvio Maria Dário                  | 1965–1968  | Nomeado bispo de Itapeva            |